# دانيال فاريا
دانيال فاريا هو لاعب كرة قدم برتغالي، ولد في 29 مارس 1987 في براغا في البرتغال. لعب مع نادي جل فيسنتي.

## وصلات خارجية
- دانيال فاريا على موقع قاعدة بيانات كرة القدم.إي يو (الإنجليزية)
- دانيال فاريا على موقع Soccerway.com (الإنجليزية)
- دانيال فاريا على موقع AS.com (الإسبانية)